# بایکونور (استان قراغندی)
بایکونور (انگلیسی: Baikonur) یک منطقه مسکونی در قزاقستان است که در استان قراغندی واقع شده‌است. بایکونور ۴۲۷ نفر جمعیت دارد.